# Phylica
Phylica är ett släkte av brakvedsväxter. Phylica ingår i familjen brakvedsväxter.

## Bildgalleri

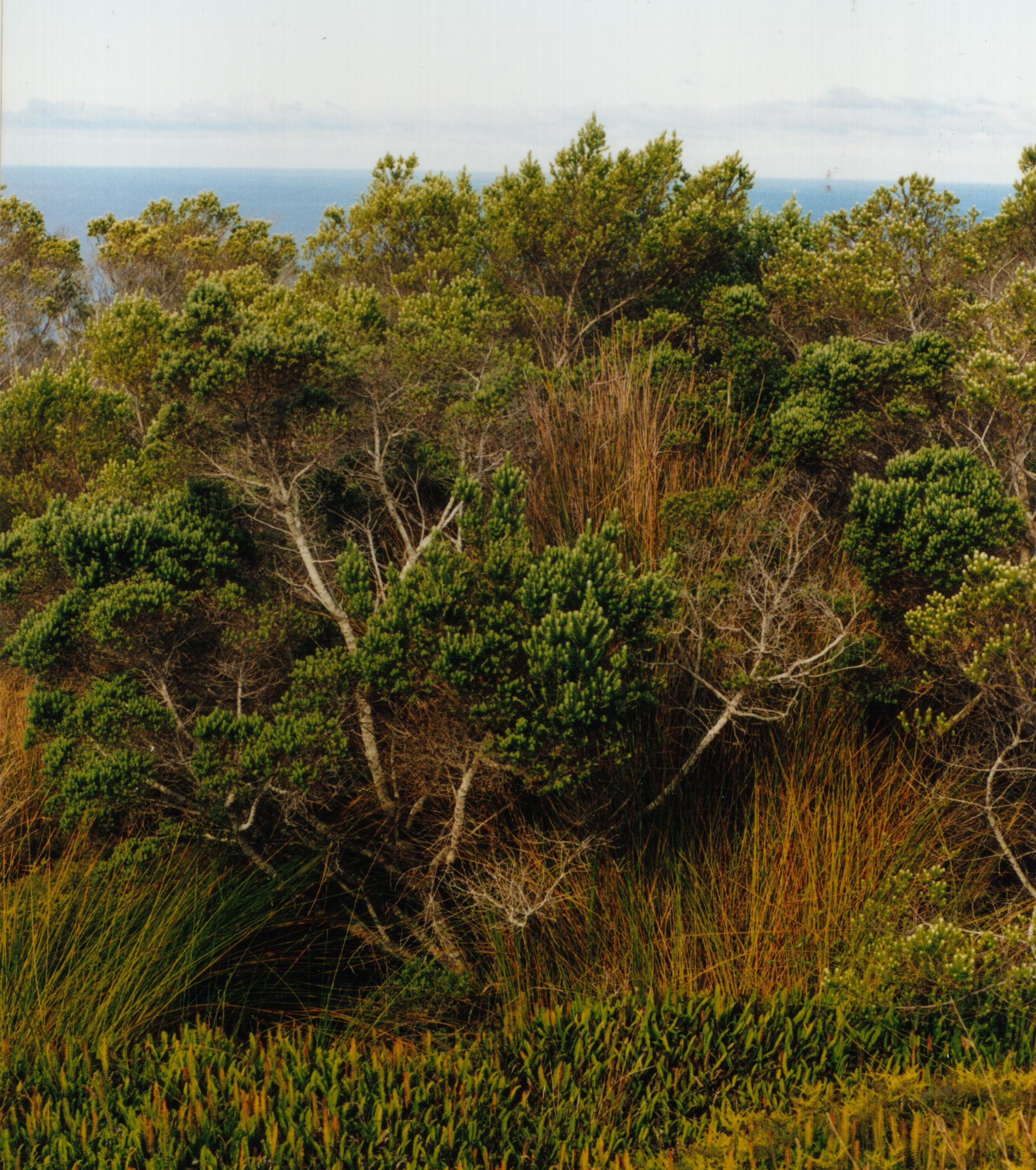
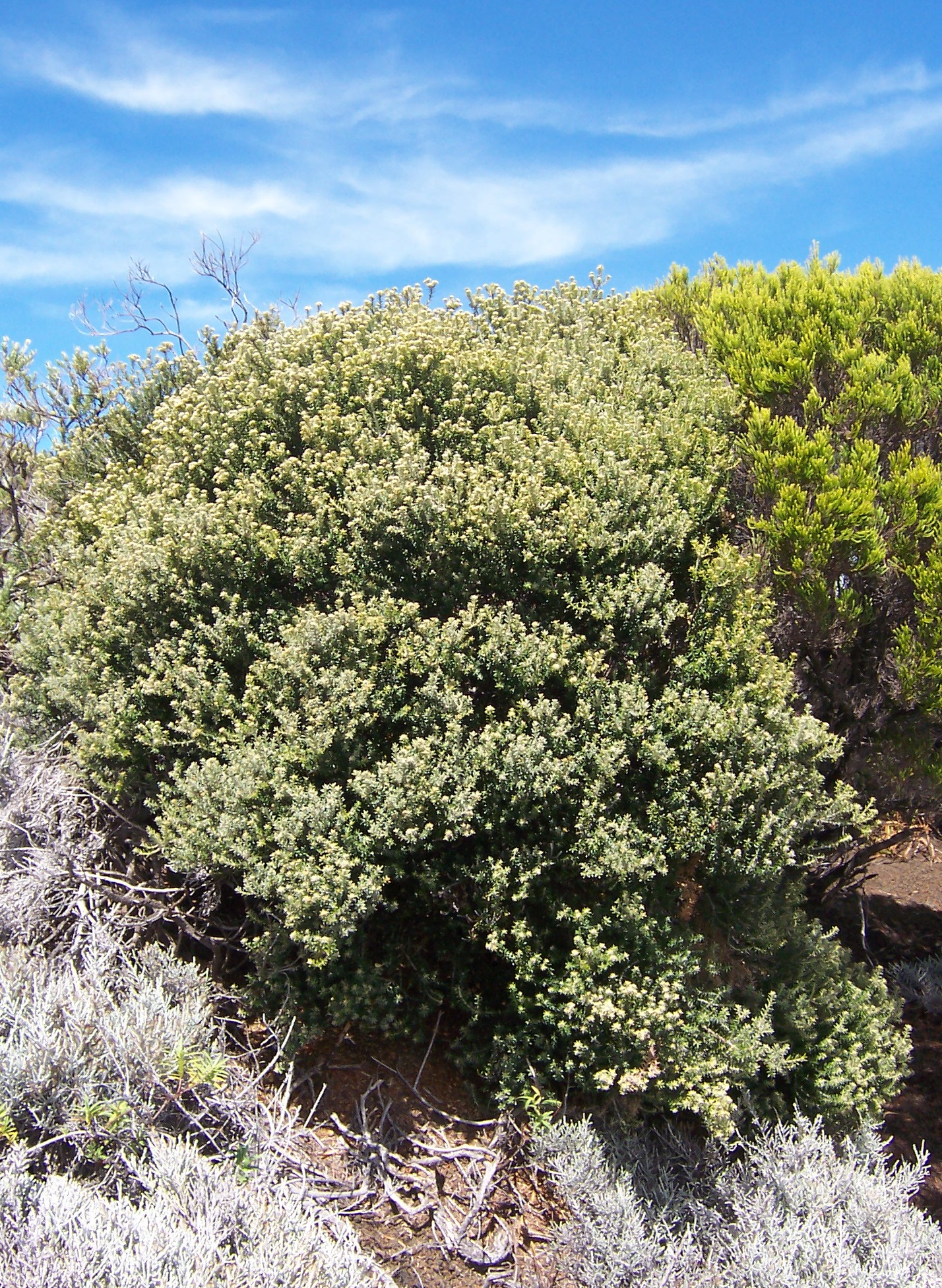
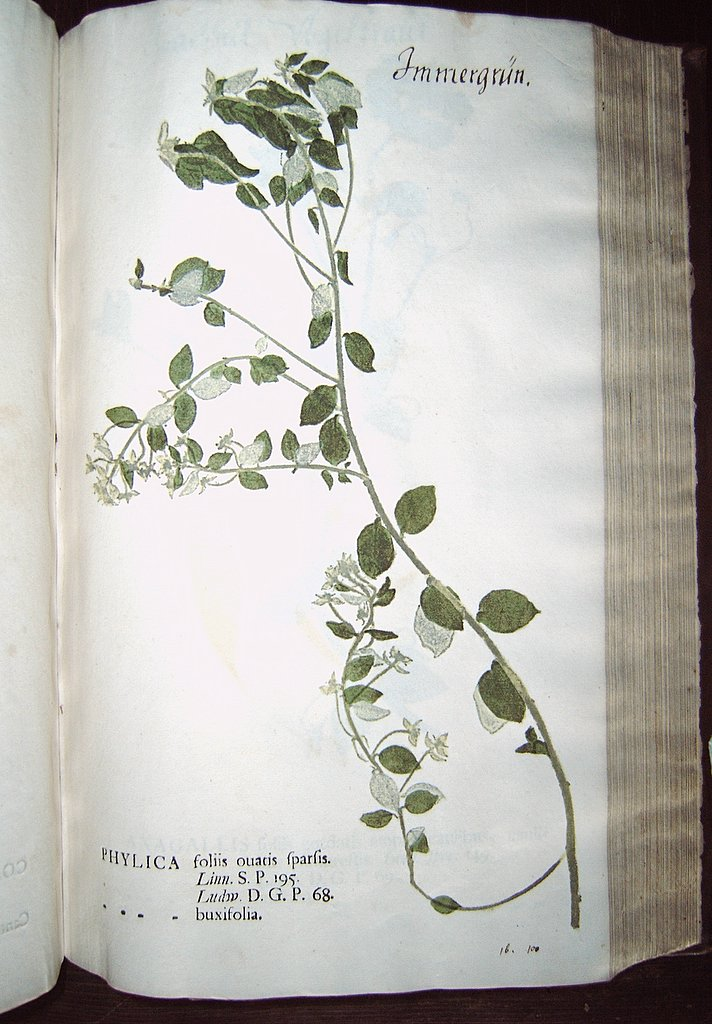

## Dottertaxa tillPhylica, i alfabetisk ordning[1]
- Phylica abietina
- Phylica acmaephylla
- Phylica aemula
- Phylica affinis
- Phylica agathosmoides
- Phylica alba
- Phylica alpina
- Phylica alticola
- Phylica altigena
- Phylica ambigua
- Phylica amoena
- Phylica ampliata
- Phylica anomala
- Phylica apiculata
- Phylica arborea
- Phylica atrata
- Phylica axillaris
- Phylica barbata
- Phylica barnardii
- Phylica bolusii
- Phylica brachycephala
- Phylica brevifolia
- Phylica burchellii
- Phylica buxifolia
- Phylica calcarata
- Phylica callosa
- Phylica cephalantha
- Phylica chionocephala
- Phylica chionophila
- Phylica comosa
- Phylica comptonii
- Phylica confusa
- Phylica constricta
- Phylica costata
- Phylica cryptandroides
- Phylica curvifolia
- Phylica cuspidata
- Phylica cylindrica
- Phylica debilis
- Phylica diffusa
- Phylica dioica
- Phylica diosmoides
- Phylica disticha
- Phylica dodii
- Phylica elimensis
- Phylica emirnensis
- Phylica ericoides
- Phylica excelsa
- Phylica floccosa
- Phylica floribunda
- Phylica fourcadei
- Phylica fruticosa
- Phylica fulva
- Phylica galpinii
- Phylica giabrata
- Phylica gnidioides
- Phylica gracilis
- Phylica greyii
- Phylica guthriei
- Phylica harveyi
- Phylica hirta
- Phylica humilis
- Phylica imberbis
- Phylica incurvata
- Phylica insignis
- Phylica intrusa
- Phylica karroica
- Phylica keetii
- Phylica lachneaeoides
- Phylica laevifolia
- Phylica laevigata
- Phylica laevis
- Phylica lanata
- Phylica lasiantha
- Phylica lasiocarpa
- Phylica leipoldtii
- Phylica levynsiae
- Phylica linifolia
- Phylica litoralis
- Phylica longimontana
- Phylica lucens
- Phylica lucida
- Phylica mairei
- Phylica marlothii
- Phylica maximiliani
- Phylica meyeri
- Phylica minutiflora
- Phylica montana
- Phylica mundii
- Phylica natalensis
- Phylica nervosa
- Phylica nigrita
- Phylica nigromontana
- Phylica nitida
- Phylica nodosa
- Phylica obtusifolia
- Phylica odorata
- Phylica oleaefolia
- Phylica paniculata
- Phylica parviflora
- Phylica parvula
- Phylica pauciflora
- Phylica pearsonii
- Phylica pinea
- Phylica piquetbergensis
- Phylica plumigera
- Phylica plumosa
- Phylica polifolia
- Phylica propinqua
- Phylica pubescens
- Phylica pulchella
- Phylica purpurea
- Phylica pustulata
- Phylica recurvifolia
- Phylica retorta
- Phylica retrorsa
- Phylica reversa
- Phylica rigida
- Phylica rigidifolia
- Phylica rogersii
- Phylica rubra
- Phylica salteri
- Phylica schlechteri
- Phylica selaginoides
- Phylica sericea
- Phylica simii
- Phylica spicata
- Phylica staavioides
- Phylica stenantha
- Phylica stenopetala
- Phylica stokoei
- Phylica strigosa
- Phylica strigulosa
- Phylica subulifolia
- Phylica thodei
- Phylica thunbergiana
- Phylica tortuosa
- Phylica trachyphylla
- Phylica tuberculata
- Phylica tubulosa
- Phylica tysonii
- Phylica variabilis
- Phylica velutina
- Phylica willdenowiana
- Phylica villosa
- Phylica virgata
- Phylica wittebergensis
- Phylica vulgaris